# اسوالدو آردیلس
اسوالدو آردیلس (اسپانیایی: Osvaldo Ardiles‎؛ زادهٔ ۳ اوت ۱۹۵۲) مربی و کارشناس فوتبال اهل آرژانتین است که پیش‌تر به عنوان هافبک در تیم ملی فوتبال آرژانتین قهرمان جام جهانی فوتبال ۱۹۷۸ شده است.

## بازیگری
از فیلم‌ها یا برنامه‌های تلویزیونی که وی در آن نقش داشته‌است می‌توان به فرار به‌سوی پیروزی اشاره کرد.

## باشگاهی
از باشگاه‌هایی که در آن بازی کرده‌است می‌توان به باشگاه فوتبال سوئیندون تاون، باشگاه فوتبال کویینز پارک رنجرز، باشگاه فوتبال تاتنهام هاتسپر، باشگاه فوتبال اتلتیکو هوراکان، باشگاه فوتبال بلکبرن روورز و باشگاه فوتبال پاری سن ژرمن اشاره کرد.

## تیم ملی
وی همچنین در آرژانتین بازی کرده‌است.